# Казка про білу крижинку
«Казка про білу крижинку» — анімаційний фільм 1974 року об'єднання художньої мультиплікації студії Київнаукфільм, режисер — Євген Сивокінь.

## Сюжет
Ооповідь про маленького Пінгвіна й великого Кита, які живуть на крижаному острові, на якому намагаються підтримувати порядок. Приплив нових груп відвідувачів руйнує спокій на крижині. Вони залишають купи сміття, яке Пінгвіну й Киту доводиться постійно прибирати.

## Над мультфільмом працювали
- Режисер: Євген Сивокінь
- Автор сценарію: Олександр Костинський
- Художники-постановники: А. Корольов, Євген Сивокінь
- Композитор: Олександр Канерштейн
- Оператор: Анатолій Гаврилов
- Звукооператор: Ігор Погон
- Художники-мультиплікатори: Наталя Марченкова, Ніна Чурилова
- Асистенти: В. Рябкіна, Станіслав Лещенко, Юна Срібницька, Я. Селезньова, Л. Валуєва, Т. Звьоздочкіна
- Редактор: Світлана Куценко
- Директор картини: Іван Мазепа